# B. Habarics Kitty
B. Habarics Kitty (Mátészalka, 1988. december 13. –) író, költő, grafikus, illusztrátor.

## Életpályája
Porcsalmán nőtt fel. Édesanyja tanító, édesapja műszerész volt. A családban ő a harmadik, egyben legkisebb gyermek. Általános tanulmányait Porcsalmán, a Kiss Áron Általános Iskolában végezte. Mindössze 10–12 évesen kezdett el írni, nagy hatással voltak rá az édesanyja által olvasott esti mesék, főként Benedek Elek, Arthur király legendája és a Nibelung-mondakör.
Középiskolai tanulmányait a csengeri Ady Endre Gimnázium, Szakképző Iskola és Kollégium pedagógia és pszichológia szakán folytatta. Innen egyenes út vezetett volna a tanári vagy óvónői pályára, de ahogy ő mondja: A szülők legnagyobb szerencséjére, erről a pályáról leterelődött, hiszen nem tudna minden pillanatban olyan szigorú és következetes lenni, ahogy azt néha a szakma megkívánja. Választott tantárgyként tehát nem pedagógiából, hanem rajz és vizuális kultúrából érettségizett, vizsgadolgozata egyik meghatározó eleme pedig egy rajzfilmfigura volt.
A 17 éves kora környékén írt versek az akkori problémáit dolgozták fel, nagyon foglalkoztatta a női egyenjogúság kérdése, ami a mai napig kiemelten fontos téma számára, a gyermekek jogai mellett. Már ekkor érezte, hogy olyan szakmát kell választania, ahol az emberekhez tud szólni, ezért az érettségi után egy évvel jelentkezett a Nyíregyházi Egyetem kommunikáció és médiatudomány szakára. Még egyetemi évei előtt megismerkedett férjével, akivel onnantól együtt folytatták életüket. Az egyetemi évek alatt gyakorlatot szerzett többek között kreatív és szépírásból, zsurnalisztikából és marketingből, továbbá elmélyítette tudását a társadalomismeretek, művészettörténet, filozófia, és nyelvészeti, kommunikációs területeken.
Az államvizsga után egy hónappal megszületett az első gyermeke, Álmos, 2011-ben. Innen számítja a pályára lépését. Ekkor kezdett el kimondottan gyermekeknek verseket és meséket írni. Először Álmosnak, két évvel később Luca Jankának és erre három évvel Eliza Bellának. Időközben, hogy írói munkásságát támogassa, grafikus végzettséget is szerzett, majd 2017-ben, a férje biztatására meséit magánkiadásban, e-könyvekként kiadták.
2018-ban létrehozta Facebook közösségi oldalát és személyes blogját, ahol publikált anyaságról, koraszülésről, császármetszésről, örökbefogadásról, nem kívánt gyermekek megfoganásáról, nevelőszülőségről és lombikbabákról írt versei sikert arattak, így 2019-ben végre kiadásra kerülhetett első verses-mesés könyve a Katica-Könyv-Műhely kiadásában: a Zugerdei mesék – Üregen innen, amely egy könyvsorozat első darabja.
Még ugyanebben az évben megnyerte a La Leche Liga szoptatást népszerűsítő versírópályázatát az Első versem című versével. Előadóként szerepelt a 2019-es Olvasás éjszakáján, ahol a csecsemőkortól kezdődő olvasóvá nevelésről beszélt.
Igen termékeny alkotónak számít. 2017-ben ő írt először a koraszülött babák testvéreinek mesét Két nyuszi és a bársonypuha aprótalpak címmel, mellyel a Duna televízió Család-barát magazinjában is szerepelt, a két ötletadóval, dr. Czemmel Évával és Domokos Katával. Ezt a mesét és a Két nyuszi és a bűvösbogyót adománygyűjtésre is használta, ApróTalp falvának és a Bethesda Gyermekkórháznak ajánlotta fel a mesék eladásából származó bevételt.
2020-ban a Covid19-pandémia idején is alkotott. Megjelent második nyomtatott könyve a Katica-Könyv-Műhely kiadásában: a Két nyuszi mesék - Az évszakok. Egy tárca írása bekerült a Kossuth Kiadó által kiadott, A karanténnapok hordaléka... című könyvbe. Ezt követően elkezdte írni az Ezerarcú Anya című verses kötetét mely év végén került kiadásra. Ennek az évnek a végén jelölték Kopp-Skrabski-díjra eddigi munkássága miatt, melyen a Kopp–Skrabski-díj, közönségdíjazottja lett.
2021-ben megjelent negyedik nyomtatott könyve Két nyuszi mesék - Az éjszakai szuszmanó. Ebben az évben elkészült az első megzenésített verse a Szeretlek, Anya!. (Közreműködők: szöveg: B.Habarics Kitty, zene: Mátyás Róbert, ének: Besenyei Andrea) Megjelent negyedik nyomtatott kiadványa, a Két nyuszi mesék könyvsorozatra épülő Fülü mondókás ügyeskedője, melyet ez év őszén az ötödik mesekönyve, a Zugerdei mesék II. - Lombok alatt követett. Ezt követően év végére megérkezett a Karácsonyváró – Adventi mesék és versek című adventi kalendáriumkönyve.
2022 év elején újranyomásra került a Zugerdei mesék I. – Üregen innen... a Katica-Könyv-Műhely kiadásában. Ezt követően májusban magánkiadás útján jelent meg a nyolcadik könyve, a Fecske-mesék amely az év végén elnyerte Az Év Könyve díjat gyerekkönyv kategóriában. Ősszel elnyerte a Dugonics András irodalmi díjat Mese, meseregény kategóriában, ezt követően kiadta kilencedik könyvét Szívdédelgető mesék.
2023-ban tavaszán a Katica-Könyv-Műhely gondozásában megjelent tizedik könyve, a Két nyuszi mesék III. - A rettenetes rumlipók.

## Megjelent művei

### Nyomtatott könyvek
- Két nyuszi mesék III. – A rettenetes rumlipók (2023, Katica-Könyv-Műhely)[19]
- Szívdédelgető mesék (2022, Magánkiadás)[18]
- Fecske-mesék (2022, Magánkiadás)[16]
- Zugerdei mesék I. – Üregen innen... (2022, Katica-Könyv-Műhely, újranyomás)[15]
- Karácsonyváró – Adventi mesék és versek (2021, Katica-Könyv-Műhely)[14]
- Zugerdei mesék II. – Lombok alatt (2021, Katica-Könyv-Műhely)[13]
- Fülü mondókás ügyeskedője (2021, Katica-Könyv-Műhely)[12]
- Két nyuszi mesék – Az éjszakai szuszmanó (2021, Katica-Könyv-Műhely)[20]
- Ezerarcú Anya (2020, Katica-Könyv-Műhely)[5][6][7]
- A karanténnapok hordaléka… (2020, Kossuth Kiadó, Egy tárca írása került a könyvbe.)[4]
- Két nyuszi mesék – Az évszakok (2020, Katica-Könyv-Műhely)[21]
- Zugerdei mesék – Üregen innen (2019, Katica-Könyv-Műhely)[22]

### E-könyvek[23]
- Ami a szívünkben lakik (2019, magánkiadás)
- Nyuszimese (2019, magánkiadás)
- A különleges kiscsikó (2019, magánkiadás)
- Égből pottyant holdhercegnő csillagmeséi – Az elveszett varázskő (2018, magánkiadás)
- Borzas borzok (2018, magánkiadás)
- Két Nyuszi és az elbűvölő csodabogár (2018, magánkiadás)
- Ella, a csodakornis – A nagy sárkánykaland (2018, magánkiadás)
- Két nyuszi és a Piheszárnyas Gyorsröppentyű (2018, magánkiadás)
- Két nyuszi és a bűvösbogyó (2018, magánkiadás)
- Két nyuszi és az ajándék (2018, magánkiadás)
- Két nyuszi és a szeretet (2017, magánkiadás)
- Két nyuszi és az évszakok (2017, magánkiadás)
- Két nyuszi és a Földöncsúszó Kúszvamász (2017, magánkiadás)
- Két nyuszi és a szeretetcsengettyű (2017, magánkiadás)
- Két nyuszi és a bársonypuha aprótalpak (2017, magánkiadás)
- Két nyuszi és az Éjszakai Szuszmanó (2017, magánkiadás)
- Két nyuszi és a messzeégi aprófények (2017, magánkiadás)
- Őszi-Téli dúdoló (2017, magánkiadás)

### Kapcsolódó oldalak
- Blog Archiválva 2022. május 24-i dátummal a Wayback Machine-ben
- B.Habarics Kitty-író (Facebook írói oldal)
- B.Habarics Kitty (Instagram oldal)
- Hivatalos weboldal